# Omne datum optimum
Omne datum optimum ist eine auf den 29. März 1139 datierte, von Papst Innozenz II. erlassene Päpstliche Bulle bezüglich des Templerordens.
Darin wurde der im Jahre 1128 von Papst Honorius II. anerkannte Ritterorden bestätigt und unter Päpstlichen Schutz gestellt. Zusätzlich wurde die generelle Steuerbefreiung für den Templerorden erneut festgesetzt. Es wurde dem Orden unter anderem ein Recht zur Einnahme von Steuern, ein Recht zum Begraben von Ordensmitgliedern sowie ein Recht zur Errichtung von Kirchenbauten eingeräumt.
Die Bullen Milites Templi von Coelestin II. (1144) und Militia Dei von Eugen III. (1145) erweiterten die Zugeständnisse an den Orden nochmals.